# Viola Reggio Calabria 1981-1982
Questa voce raccoglie le informazioni riguardanti la Cestistica Piero Viola nelle competizioni ufficiali della stagione 1981-1982.

## Roster
Rosa della Viola Reggio Calabria per la stagione 1981-1982, che ha disputato il campionato di Serie B (terzo livello dei campionati dell'epoca, dopo Serie A1 e A2)
| Nome                 | Nazionalità       |
| -------------------- | ----------------- |
| Mario Porto          | Italia (bandiera) |
| Biondi               | Italia (bandiera) |
| Valentino Battisti   | Italia (bandiera) |
| Massimo Bianchi      | Italia (bandiera) |
| Lucio Laganà         | Italia (bandiera) |
| Pino La Gioia        | Italia (bandiera) |
| Umberto Gira         | Italia (bandiera) |
| Mallamaci            | Italia (bandiera) |
| Luigi Rossi          | Italia (bandiera) |
| All: Raimondo Vecchi | Italia (bandiera) |

## Risultati

### Serie B
La Cestistica Piero Viola verrà inserita nel girone B concludendo la Stagione Regolare al 4ºposto del suo raggruppamento ottenendo 21 vittorie e 9 sconfitte ed una differenza punti di +239.